# 飯沼天神塚古墳
飯沼天神塚古墳（いいぬまてんじんづかこふん）または飯沼雲彩寺古墳（いいぬまうんさいじこふん）は、長野県飯田市上郷飯沼にある古墳。形状は前方後円墳。飯田古墳群（うち上郷単位群）を構成する古墳の1つ。国の史跡に指定されている（史跡「飯田古墳群」のうち）。

## 概要

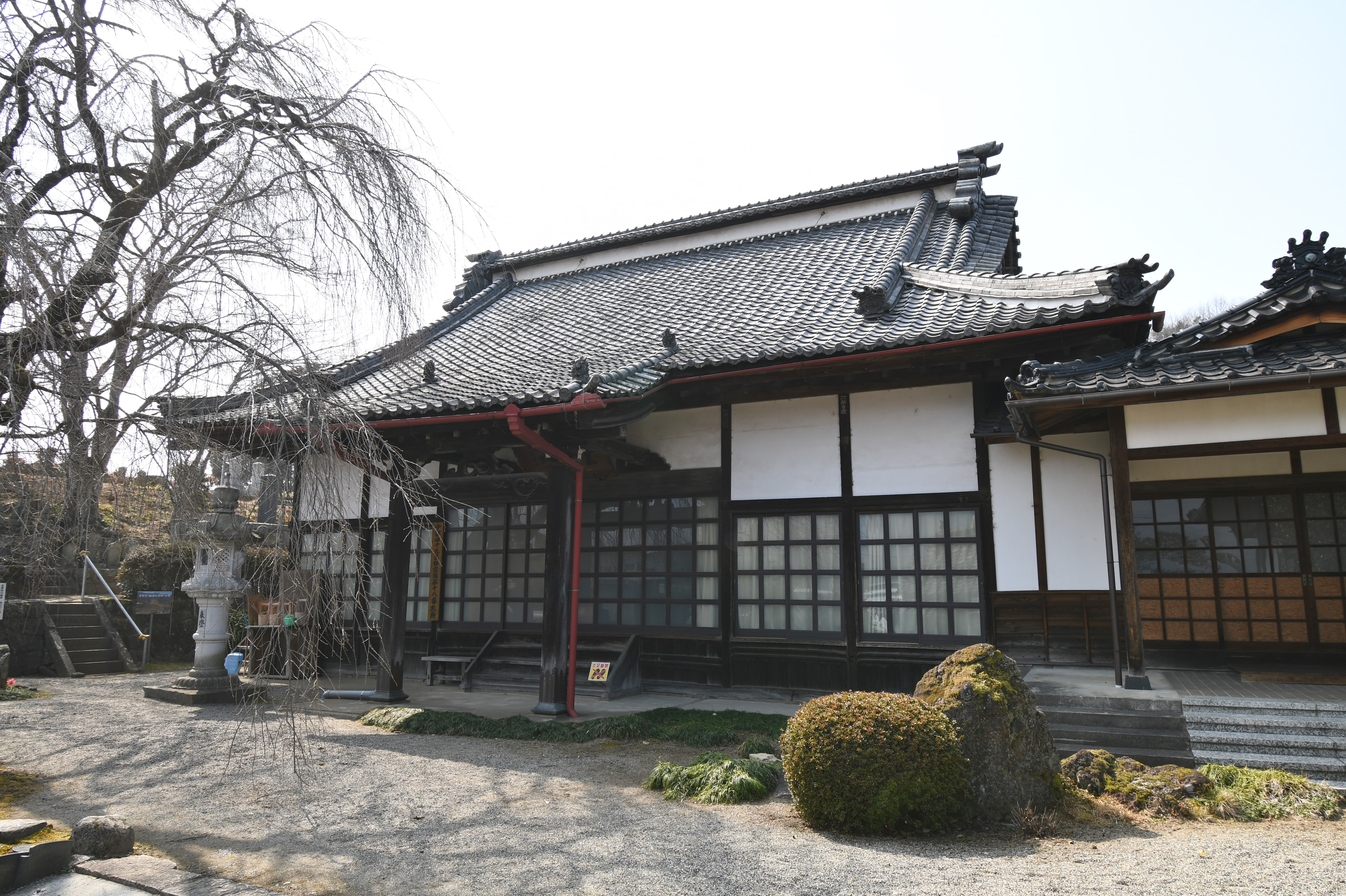
雲彩寺本堂

長野県南部、天竜川西岸の低位段丘上（標高430メートル）に築造された古墳である。かつては前方部上に天神社が祀られた。現在は雲彩寺境内の本堂背後に所在し、雲彩寺本堂・墓地の造営などで墳丘の一部は削平されている。江戸時代に石室が開口し、多数の副葬品が出土している。
墳形は前方後円形で、前方部を南南東方向に向ける。墳丘長は74.5メートルを測り、飯田古墳群では最大規模になる。埋葬施設は後円部における両袖式の横穴式石室である。本来は西方向に開口した石室であるが、江戸時代に石室奥側（東側）が破壊・開口しており、本来の西側開口部は閉塞されている。石室全長12.6メートル以上を測る大型石室で、羨道が狭く長いという特徴を有し、群馬県の石室との関連性が指摘される。石室内からは、副葬品として銅鏡・装身具・武器・馬具・須恵器など多数が出土したが、そのほとんどは失われており、現在は馬鈴・金環のみが遺存する。築造時期は古墳時代後期の6世紀前半頃と推定される。
古墳域は2016年（平成28年）に国の史跡に指定されている（史跡「飯田古墳群」のうち）。

## 遺跡歴
- 寛政5年（1793年）、雲彩寺の寺域拡張の際に石室開口、副葬品多数出土（『雲彩寺略記』・『雲彩寺所蔵古物之図』に記録）。
- 1965年（昭和40年）4月1日、長野県指定史跡に指定。
- 1983・1984年（昭和58・59年）、石室実測調査（白石太一郎ら、1988年に報告）。
- 2016年（平成28年）10月3日、国の史跡に指定（史跡「飯田古墳群」のうち）。

## 墳丘

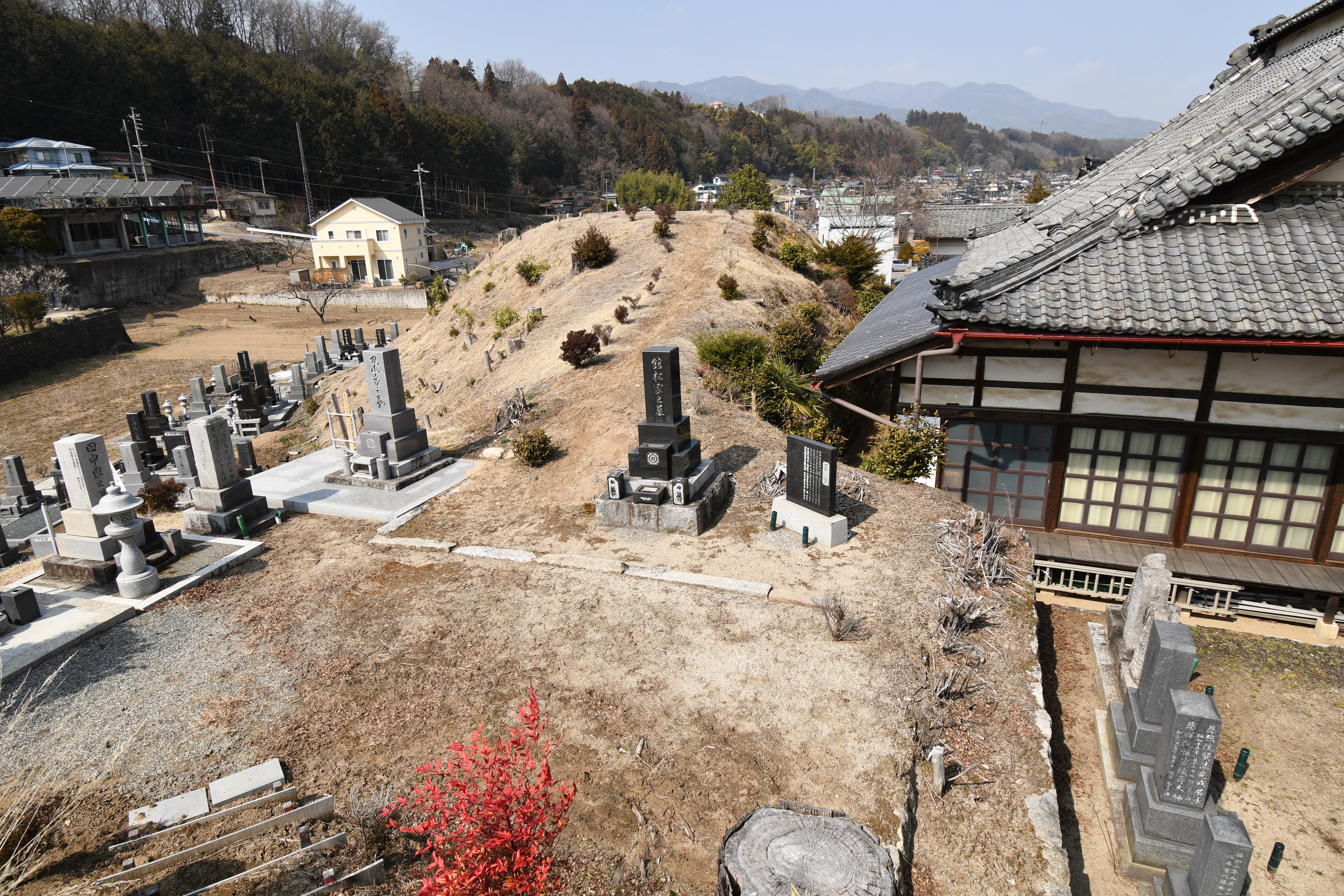
前方部から後円部を望む
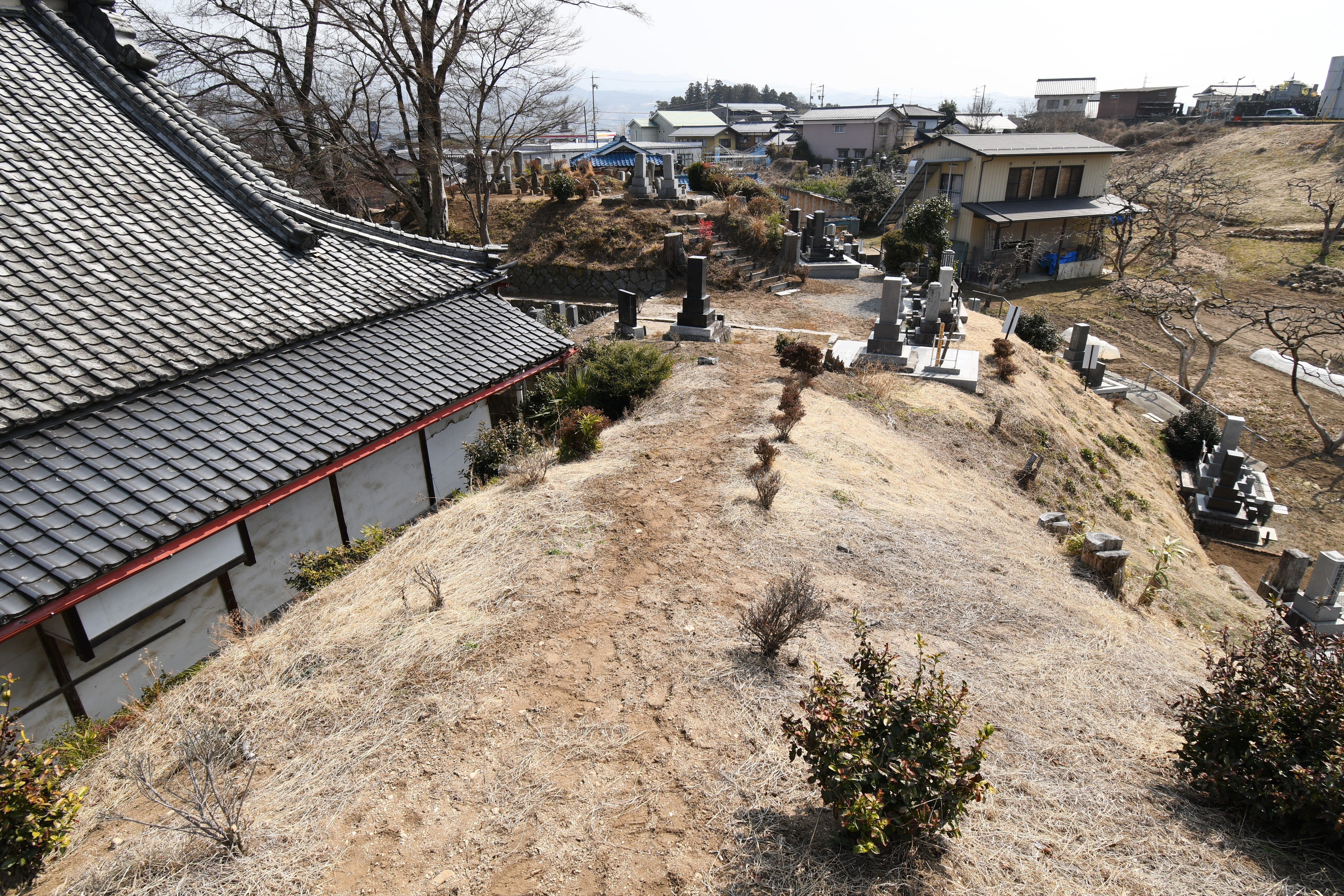
後円部から前方部を望む

墳丘の規模は次の通り。
- 墳丘長：74.5メートル
- 後円部
  - 直径：31メートル
  - 高さ：8.5メートル
- 前方部
  - 幅：推定39.4メートル
  - 高さ：7.5メートル

- 前方部から後円部を望む
- 後円部から前方部を望む

## 埋葬施設

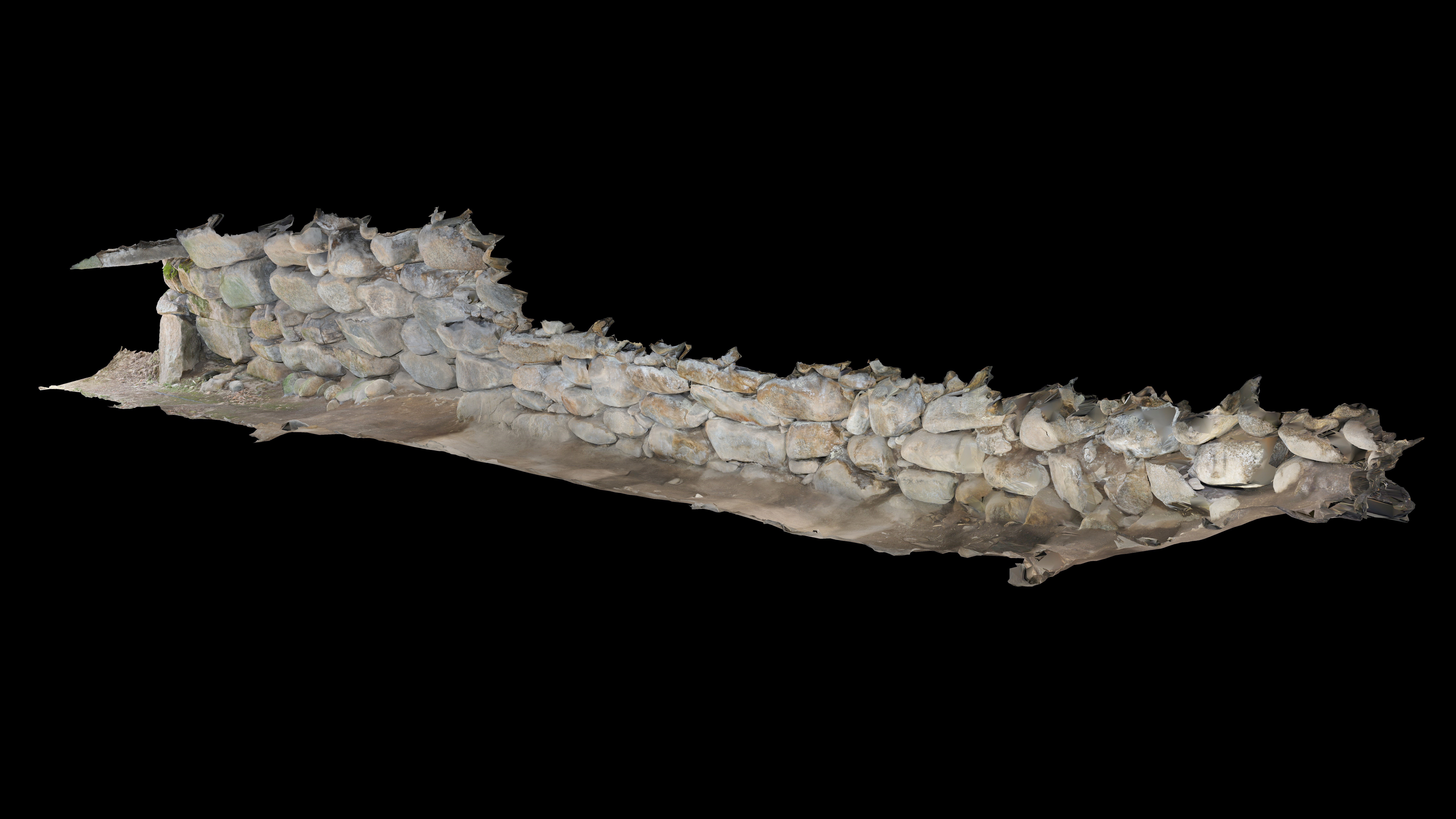
石室パース図

石室展開図

埋葬施設としては後円部において両袖式横穴式石室が構築されており、西方向に開口した（現在は東方向に開口）。石室の規模は次の通り。
- 石室全長：12.6メートル以上
- 玄室：長さ4.6メートル以上、幅約2.3メートル、高さ約1.6メートル
- 羨道：長さ8メートル以上、幅0.6-0.8メートル、高さ0.8メートル

石室は、江戸時代の雲彩寺の寺域拡張で後円部東側の墳丘が削平された際に、玄室奥壁（東側）が破壊されたことで開口しており、本来の羨道開口部（西側）は閉塞されたままで完存する。石室の石材は小型の川原石であり、羨道が狭く長いという特徴を有する。狭長の羨道は下伊那地方では類例がなく、群馬県の簗瀬二子塚古墳（安中市）との類似が指摘される。

石室俯瞰図
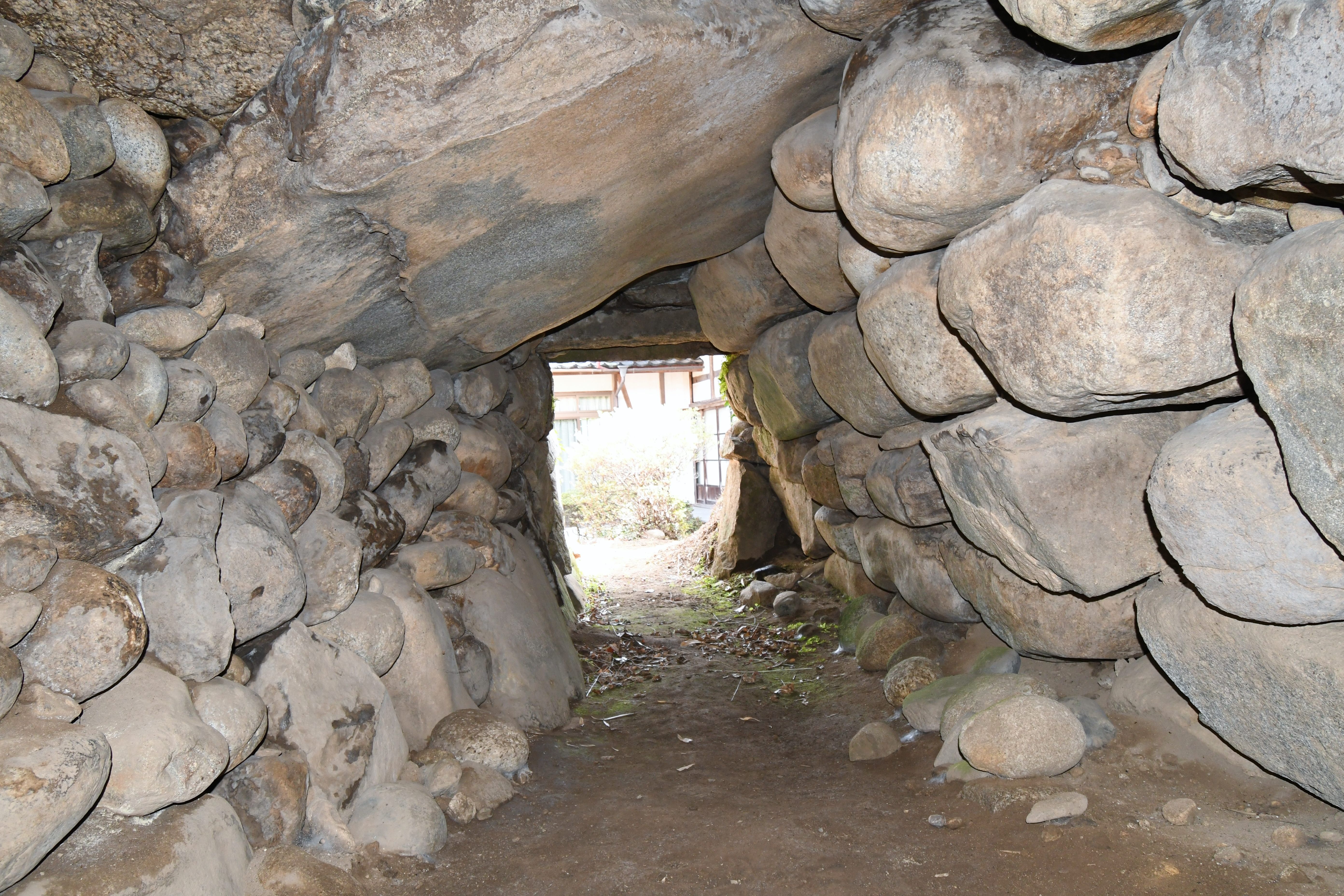
玄室（奥壁方向）
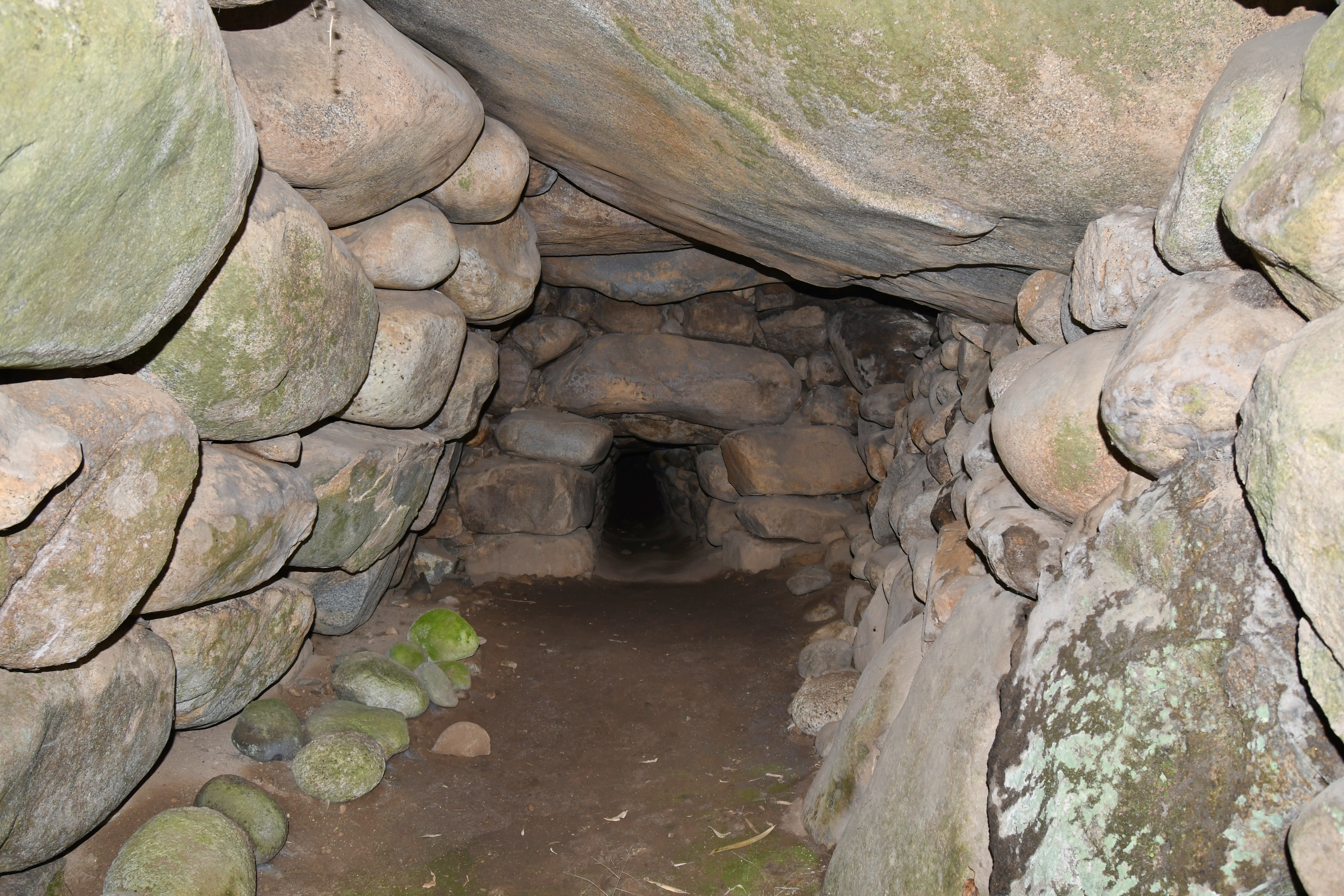
玄室（閉塞方向）
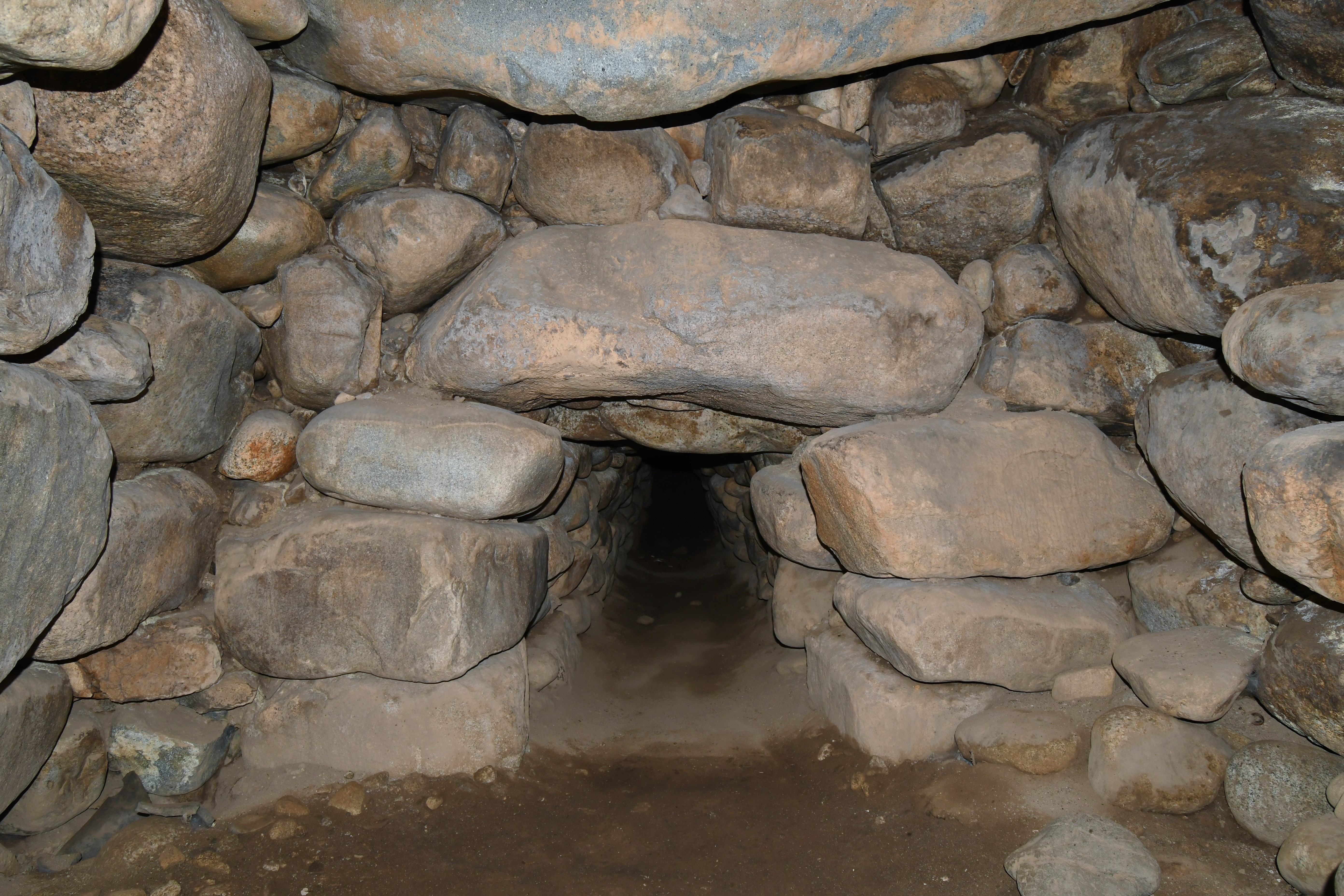
玄門（閉塞方向）
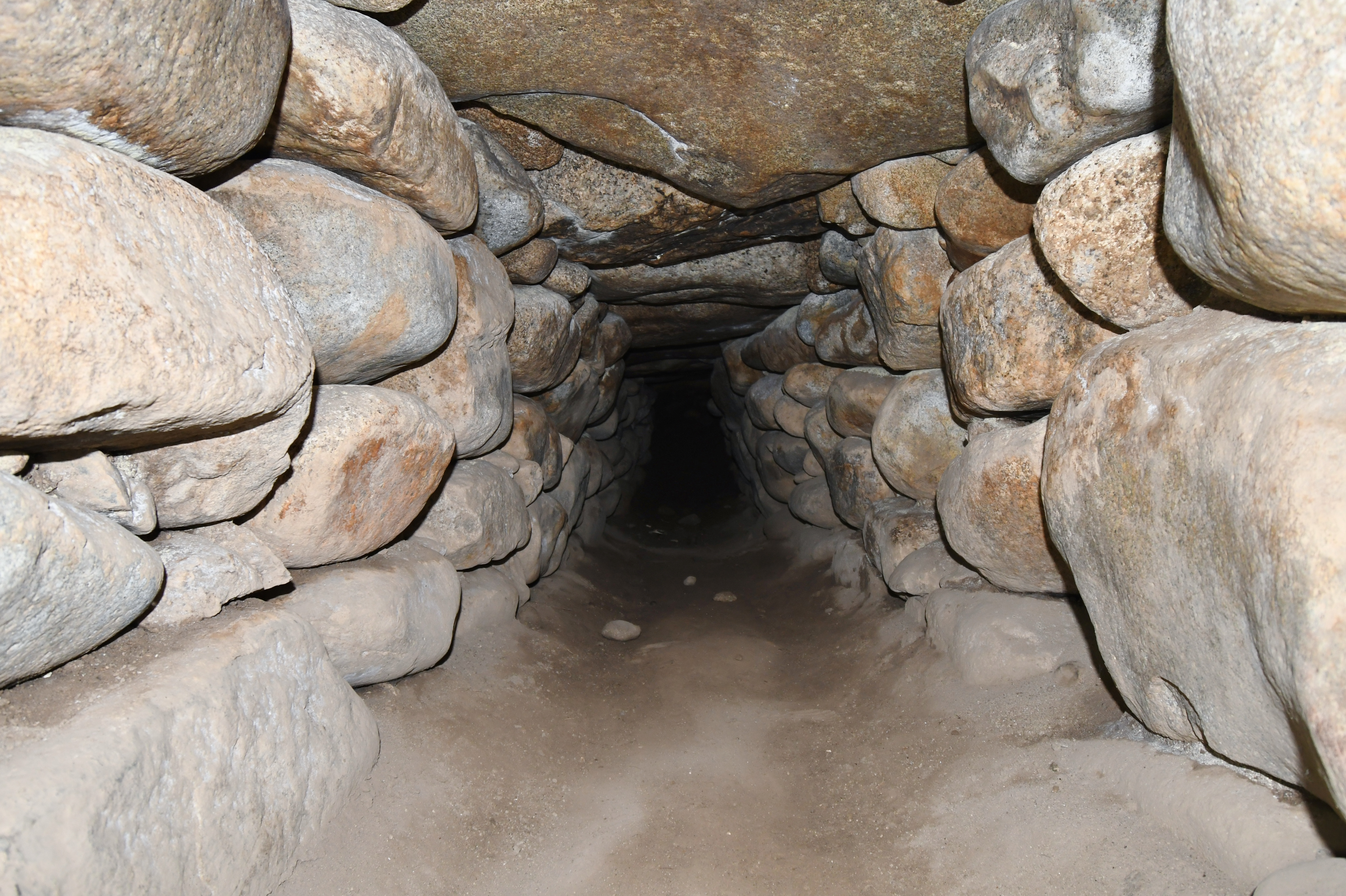
羨道（閉塞方向）
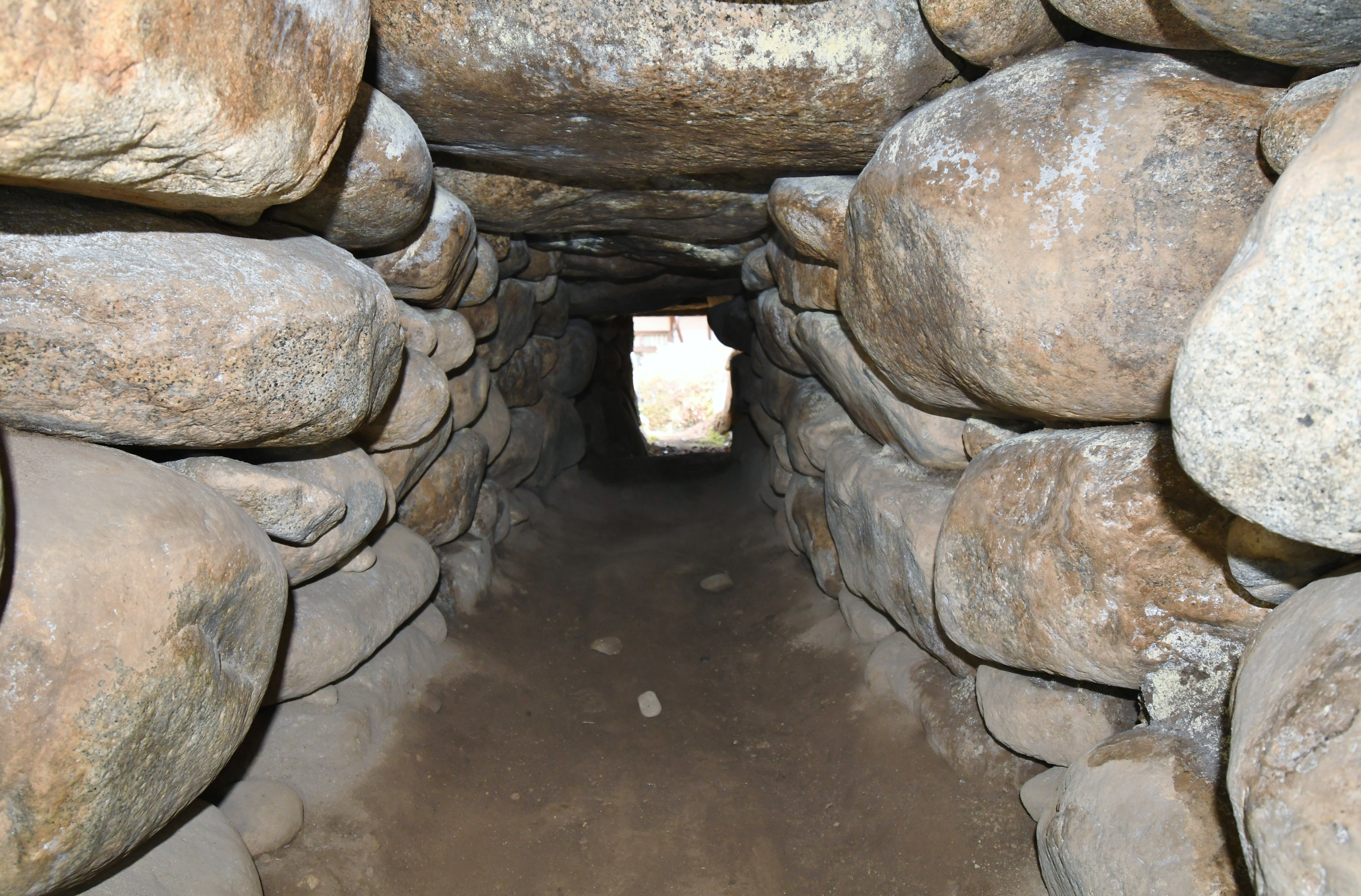
羨道（玄室方向）
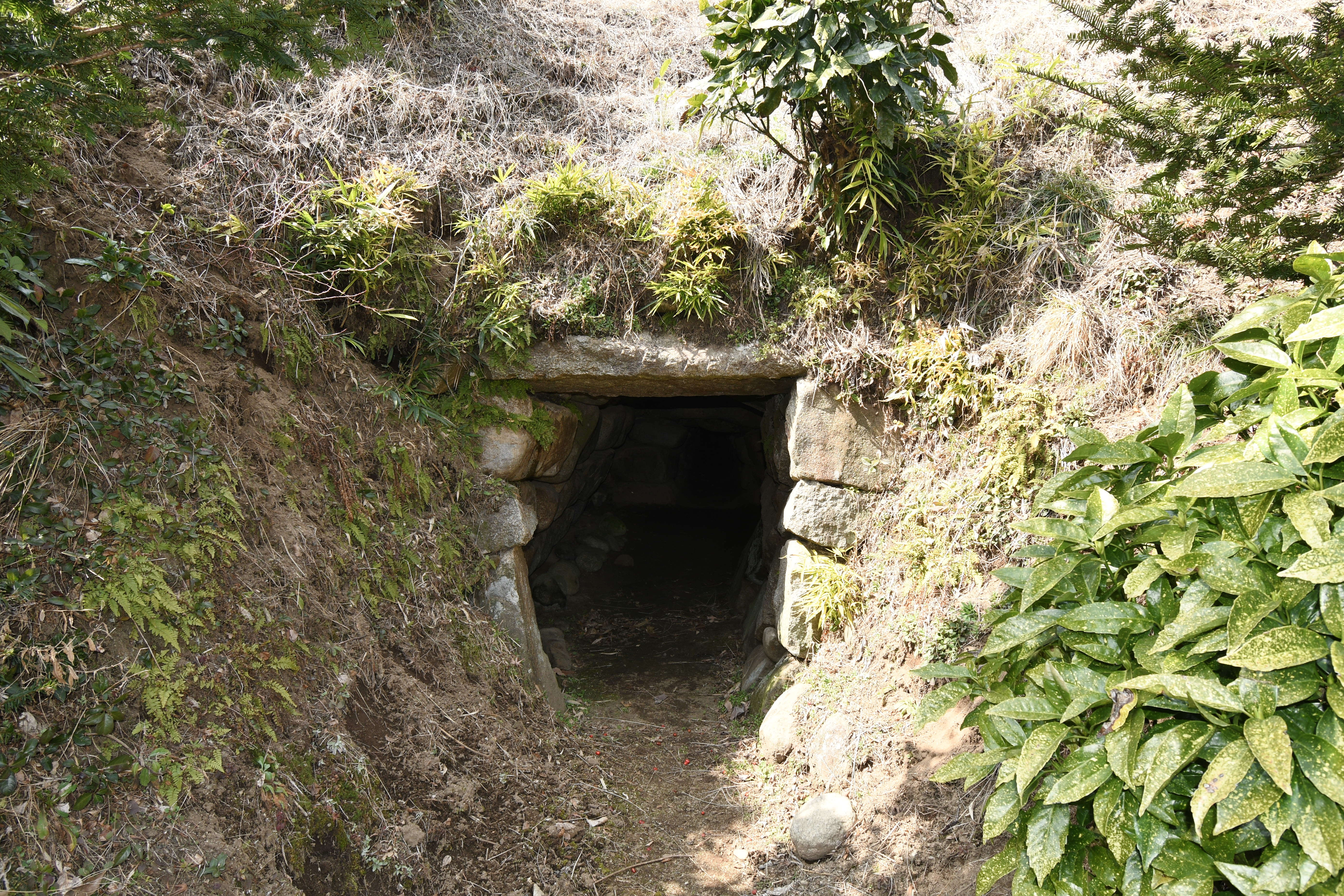
現在の開口部（玄室奥壁側）

## 出土品
江戸時代の石室開口時に出土した副葬品は次の通り。
- 四鈴鏡 1
- 神獣鏡？片 1
- 単鳳環頭柄頭 1
- 鉄鏃 1
- 馬鈴 2
- 鈴 2
- 杏葉 4
- 雲珠 2
- 金環 1
- 銀
- 金銅製空玉 3
- 金銅製蜜柑玉 1
- 切子玉 1
- 臼玉 2
- 棗玉 3
- 小玉 1
- 須恵器 - 坏2、平瓶1。

現在では副葬品のほとんどは失われ、馬鈴2・金環1のみが遺存する。

## 関連施設
- 飯田市考古博物館（飯田市上郷別府） - 飯沼天神塚古墳の出土品を保管・展示。

## 関連文献
（記事執筆に使用していない関連文献）
- 白石太一郎「伊那谷の横穴式石室（一）」『信濃』第40巻第7号、信濃史学会、1988年7月、669-687頁。